# Dimăcheni
Dimăcheni is een Roemeense gemeente in het district Botoșani.
Dimăcheni telt 1452 inwoners.